# NGC 3505
NGC 3505 (również NGC 3508, IC 2622 lub PGC 33362) – galaktyka spiralna (Sb), znajdująca się w gwiazdozbiorze Pucharu.
Odkrył ją William Herschel 31 grudnia 1785 roku. John Herschel obserwował ją 7 maja 1836 roku, jednak błędnie obliczył jej pozycję i w rezultacie uznał, że odkrył nowy obiekt. John Dreyer skatalogował te obserwacje jako NGC 3508 i NGC 3505.